# Хоміца
Хоміца (рум. Homița) — село у повіті Ясси в Румунії. Входить до складу комуни Крістешть.
Село розташоване на відстані 320 км на північ від Бухареста, 76 км на захід від Ясс.

## Населення
За даними перепису населення 2002 року у селі проживали 450 осіб, усі — румуни. Усі жителі села рідною мовою назвали румунську.